# 红土文化
红土文化，指流传于中国广东雷州半岛的一种特色文化，有多种形式，代表形式为雷州石狗、吴川飘色、东海岛人龙舞、遂溪舞狮。